# Cultura de Chernoles

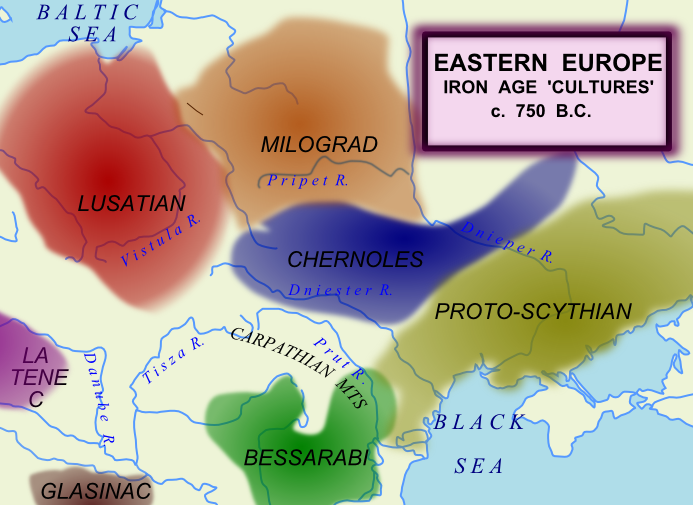
Culturas arqueológicas, Europa del este, mediados del siglo VIII a. C.

La cultura de Chernoles o la cultura de la Selva Negra (Чорноліська культура) es una unidad arqueológica de la Edad del Hierro que data del c.1025–700 a. C. Estaba ubicado en la estepa forestal entre los ríos Dniéper y Dniéster, en el Bosque Negro (Чорний ліс) del Óblast de Kirovogrado en la Ucrania central. Esta ubicación corresponde a donde Heródoto colocó más tarde a sus labradores escitas. A partir del 200 a. C., la cultura fue invadida por la llegada de colonos germánicos y celtas a la región.

## Características
Los asentamientos de los chernoleses incluyen sitios abiertos y también sitios fortificados rodeados por múltiples bancos y zanjas. Las casas eran habitualmente viviendas de superficie y de tamaño considerable, unos 10 x 6 m. Los artefactos encontrados en los asentamientos incluyen hachas de piedra y bronce, armas, adornos de bronce y herramientas de hierro. El trigo, la cebada y el mijo cultivados eran alimentos básicos. La economía era agrícola, con ganadería. Los artefactos de bronce indican un contacto significativo con los nómadas escitas, y los hallazgos de cerámica más fina sugieren contacto con las colonias griegas de Tracia y el Mar Negro. Los habitantes practicaban entierros espirituales: inhumación bajo túmulos y cremación en urnas (esta última predominó en períodos posteriores).

## Desarrollo
El período clásico de Chernoles terminó alrededor del 500 a. C., correspondiente a una simplificación de la cultura material, interpretada como una pauperización debida a la dominación política de las comunidades de los bosques y las estepas por parte de los escitas. En estas últimas etapas, puede verse un aumento de asentamientos fortificados, quizás representando una medida defensiva contra los nómadas (con murallas de tierra, zanjas y muros de madera). A pesar de las dificultades, la densidad de asentamientos aumentó y las tradiciones socioculturales continuaron.